# Catocala dollii
Catocala dollii är en fjärilsart som beskrevs av William Beutenmüller 1907. Catocala dollii ingår i släktet Catocala och familjen nattflyn. Inga underarter finns listade i Catalogue of Life.